# Notaden weigeli
Notaden weigeli är en groddjursart som beskrevs av Eddie L. Shea och Johnston 1988. Notaden weigeli ingår i släktet Notaden och familjen Limnodynastidae. IUCN kategoriserar arten globalt som otillräckligt studerad. Inga underarter finns listade i Catalogue of Life.